# رسید مژده که آمد بهار و سبزه دمید
غزلی با مطلع «رسید مژده که آمد بهار و سبزه دمید»، غزل شمارهٔ ۲۳۹ از دیوانِ حافظ در تصحیحِ محمد قزوینی و قاسم غنی است.

## در اجراها
محمدرضا شجریان در برنامهٔ شمارهٔ ۱۴۰ از مجموعهٔ گل‌های تازه این غزل را در دستگاهِ چهارگاه اجرا کرده است.